# Octosporella hemicrypta
Octosporella hemicrypta är en svampart som först beskrevs av Döbbeler, och fick sitt nu gällande namn av Döbbeler 1980. Octosporella hemicrypta ingår i släktet Octosporella och familjen Pyronemataceae.   Inga underarter finns listade i Catalogue of Life.